# Korespondenční seminář
Korespondenční seminář je forma mimoškolního vzdělávání pro studenty základních a středních škol. Průběh korespondenčního semináře je následující: autoři několikrát za rok zveřejní zadání úloh, které se studenti (řešitelé) pokusí vyřešit. Vypracované řešení zašlou autorům elektronicky nebo poštou, autoři je opraví, obodují a pošlou řešitelům zpátky.
Většina korespondenčních seminářů pořádá týdenní soustřední pro nejúspěšnější řešitele, kde mají možnost se setkat s autory úloh a ostatními řešiteli. Některé semináře pořádají také kratší víkendové akce v průběhu ročníku.

## Historie
Korespondenční semináře jsou koncept mimoškolního vzdělávání, který je rozšířen především v oblasti střední Evropy. První korespondenční seminář byl maďarský KöMaL, který vznikl roku 1894 a funguje dodnes.
Korespondenční semináře pro základní a střední školy mají v Česku a na Slovensku dlouholetou tradici a popularitu. V posledních letech nadále vznikají mnohé nové semináře (2015).

## Obvyklý průběh korespondenčního semináře
Každý korespondenční seminář má svoje specifika, je tedy potřeba brát následující s úvahou, že se některé detaily mohou lišit. Informace o daném korespondenčním semináři by měly být pak k nalezení na jeho webových stránkách.
Ročník korespondenčního semináře je zpravidla vázaný na školní rok. V průběhu ročníku jsou postupně zveřejňovány série se zadáním úloh – a to jednak na internetu a jsou obvykle zasílány poštou či elektronicky stávajícím řešitelům. Obvykle mají korespondenční semináře 4 až 8 sérií v průběhu školního roku z nichž každá obsahuje 4 až 9 úloh. Účastníci mají na řešení každé série tedy zhruba měsíc a v průběhu té doby mohou využívat libovolnou literaturu. Před termínem odeslání/uploadu pak svoje řešení zpracují a zašlou organizátorům poštou/mailem/elektronickým systémem svá řešení. Účastníci zpravidla mohou zaslat pouze některá řešení a řešení mohou být i částečná.
Po doručení řešení je opraví organizátoři. Zpravidla účastníkům jejich řešení okomentují a napíší tipy, co by mohli v budoucnu zlepšit. Řešení jsou také organizátory obodována. Zpravidla pak organizátoři zasílají opravená řešení zpět účastníkům poštou či elektronicky. Body v průběhu ročníku korespondenčního semináře sčítají a za nějaké období (půlrok či rok) bývá organizováno soustředění či tábor, na které/ý jsou zváni nejlepší řešitelé daného korespondenčního semináře.

## Přehled korespondenčních seminářů

### Současné semináře v Česku

#### Pro střední školy
- Biozvěst[3]
- Brkos – BRněnský KOrespondenční Seminář (též pořadatel Mathrace)[4]
- FIKS – Fiťácký Informatický Korespondenční Seminář[5] pořádaný FIT ČVUT
- FYKOS – FYzikální KOrespondenční Seminář (též pořadatel soutěží Fyziklání a Fyziklání Online, Fyzikální Náboj a dalších akcí jako Den s experimentální fyzikou a Týden s aplikovanou fyzikou)[6] pořádaný MFF UK
- IBIS – Interaktivní BIologický Seminář[7]
- iKS – Mezinárodní korespondenční seminář[8]
- KAMENOŽROUT – Geologický korespondenční seminář[9] pořádaný PřF UK
- KSP – Korespondenční Seminář z Programování[10] pořádaný MFF UK
- KSICHT – Korespondenční Seminář Inspirovaný CHemickou Tematikou[11] pořádaný PřF UK
- KSI – Korespondenční seminář z informatiky[12] pořádaný FI MU
- M&M – Korespondenční seminář a studentský časopis – matematika, fyzika, informatika[13]
- MoRoUS – Mozek, Robotika, Umělá inteligence – korespondenční Seminář[14], pořádaný FEL ČVUT
- PraSe (MKS) – PRAžský SEminář (Matematický Korespondenční Seminář)[15] pořádaný MFF UK
- ViBuCh – Vzdělávací i-kurz pro budoucí chemiky[16]
- Geografie nás baví – Korespondenční seminář se zaměřením na geoinformatiku, kartografii, geodemografii, geoekologii, fyzickou a sociální geografii[17]
- SEM – Seminář ekonomických mozků pořádaný ECON MUNI[18]
- FARMAKOS – Farmaceutický korespondenční seminář pořádaný FaF UK

#### Pro základní školy
- Jáma Lvová[19]

- KoMáR – KOrespondenční MAtematické Rébusy[20][21]
- KoKoS – KOperníkův KOrespondenční Seminář[22]
- Pikomat[23]
- Výfuk – Výpočty fyzikálních úkolů (mladší bratr FYKOSu, také pořadatel Náboje Junior)[24]
- Matematický korespondenční seminář pro žáky 1. stupně základních škol (pořádají učitelé a žáci ZŠ M. Horákové, Hradec Králové)[25]

### Současné semináře na Slovensku

#### Pro střední školy
- FKS – Fyzikálny Korešpondenčný Seminár[26]
- KMS – Korešpondenčný Matematický Seminár[27]
- KSP (slovenský) – Korešpondenčný Seminár z Programovania[28]
- STROM – Súťaž Talentovaných Riešiteľov Obľubujúcich Matematiku[29][30]
- SuŠi - Súťaž v Šifrovaní [31]

#### Pro základní školy
- Malynár[32]
- Matik[33]
- Riešky[34]
- PIKOFYZ – Slovenský fyzikální korespondenční seminář[35][36]
- PRASK[37]
- SEZAM - matematický korespondenční seminář[38]
- Slovenský PIKOMAT – Slovenský matematický korespondenční seminář[39][36]

### Současné semináře v Evropě
- KöMaL[1]

### Minulé korespondenční semináře
- Děs – DĚjepisný Seminář[40]
- KAFE – Korespondenční seminář fyzikálního elaborování – pořádala MUNI
- KEKS – Korespondenční EKologický seminář
- KKCH – Korespondenční kurs chemie (vznik 1979, záštita VŠCHT)
- PPCH – Prague Physics Challenge
- Pralinka – PRAvé LINgvistické Korespondenční Alotrium[41] pořádaný MFF UK a FF UK
- MKS GJKT – Matematický Korespondenční Seminář (též pořadatel Matboje)[42]
- UFO[43]

## Přehled seminářů včetně témat
V následující tabulce je přehled korespondenčních seminářů. Kolonka Stát je státem, ze kterého je seminář organizován a nutně neznamená, že se ho mohou účastnit pouze občané uvedeného státu.
Jazyk řešení je uveden ten, ve kterém mohou řešitelé daného semináře odesílat svá řešení. V případě uvedení cz nebo sk jsou zpravidla přijímána i řešení v druhém a uveden je jazyk, v němž bývá zadání. V případě kombinace cz/sk, en bývá obvykle zadání v obou jazycích, ale vzorová řešení připravuje seminář pouze v češtině/slovenštině.
| Zkratka           | Obor                            | Vznik       | Zánik       | Určeno pro | Záštita                       | Stát   | Jazyk řešení |
| ----------------- | ------------------------------- | ----------- | ----------- | ---------- | ----------------------------- | ------ | ------------ |
| KöMaL             | matematika, fyzika, informatika | 1894        | –           | ZŠ, SŠ     | MATFUND (?)                   | hu     | hu, en       |
| STROM             | matematika                      | 1976        | –           | SŠ         | Združení STROM                | sk     | sk, en       |
| KKCH              | chemie                          | 1979        | 1980-90 (?) | SŠ         | VŠCHT                         | cz     | cz           |
| PraSe             | matematika                      | 1981        | –           | SŠ         | MFF UK                        | cz     | cz, en       |
| KSP (slovenský)   | programování                    | 1983        | –           | SŠ         | Trojsten o.z.                 | sk     | sk           |
| Slovenský PIKOMAT | matematika                      | 1983        | –           | ZŠ         | P-MAT, n.o.                   | sk     | sk           |
| FKS               | fyzika                          | 1985        | –           | SŠ         | Trojsten o.z.                 | sk     | sk, en       |
| Pikomat           | matematika                      | 1986        | –           | ZŠ         | MFF UK                        | cz     | cz           |
| SeZaM             | matematika                      | 1986        | -           | ZŠ         | FRI UNIZA                     | sk     | sk           |
| KSP               | programování                    | 1987        | –           | SŠ, ZŠ     | MFF UK                        | cz     | cz, en       |
| FYKOS             | fyzika                          | 1987        | –           | SŠ, (ZŠ)   | MFF UK                        | cz     | cz, en       |
| Kokos             | matematika                      | 1988        | –           | ZŠ         | Gymnázium Mikuláše Koperníka  | cz     | cz           |
| Matik             | matematika                      | 1988        | –           | ZŠ         | Združení STROM                | sk     | sk           |
| Malynár           | matematika                      | 1990        | –           | ZŠ         | Združení STROM                | sk     | sk           |
| Brkos             | matematika                      | 1991        | -           | SŠ, (ZŠ)   | PřF MU                        | cz     | cz           |
| M&M               | matematika, fyzika, informatika | 1994        | -           | SŠ         | MFF UK                        | cz     | cz           |
| Riešky            | matematika                      | 1997        | –           | ZŠ         | Gymnázium Grösslingová, BA    | sk     | sk           |
| PIKOFYZ           | fyzika                          | 1998        | –           | ZŠ         | P-MAT, n.o.                   | sk     | sk           |
| MKS GJKT          | matematika                      | 1999 (?)    | –           | ZŠ         | Gym. J.K.Tyla HK              | cz     | cz           |
| KMS               | matematika                      | 2002        | –           | SŠ         | Trojsten o.z.                 | sk     | sk           |
| KSICHT            | chemie                          | 2002        | –           | SŠ         | PřF UK                        | cz     | cz           |
| KAFE              | fyzika                          | 2005        | 2009        | SŠ         | MUNI                          | cz     | cz           |
| KEKS              | ekologie                        | 2006        | 2016        | SŠ         | MUNI                          | cz     | cz           |
| KSI               | informatika                     | 2006        | –           | SŠ         | FI MUNI                       | cz     | cz           |
| UFO               | fyzika                          | 2008        | –           | ZŠ         | Trojsten o.z.                 | sk     | sk           |
| PPCH              | fyzika                          | 2009 ?      | 2010 ?      | SŠ/VŠ      |                               | cz     | en           |
| Jáma Lvová        | matematika, informatika         | 2009        | –           | ZŠ         | ČVUT                          | cz, sk | cz, sk       |
| Pralinka          | jazykověda                      | 2009 (2008) | 2015        | SŠ, (ZŠ)   | MFF UK                        | cz     | cz           |
| ViBuCh            | chemie                          | 2010        | –           | SŠ, ZŠ     | PřF MU                        | cz     | cz           |
| iKS               | matematika                      | 2011        | –           | SŠ         | MFF UK / FMFI UK (Komenského) | cz, sk | cz/sk, en    |
| KoMár             | matematika                      | 2011        | –           | ZŠ         | PřF MU / Gym. kpt. Jaroše     | cz     | cz           |
| Výfuk             | fyzika                          | 2011        | –           | ZŠ         | MFF UK                        | cz     | cz, sk       |
| KAMENOŽROUT       | geologie                        | 2012        | –           | SŠ         | Přf UK                        | cz     | cz, en       |
| FIKS              | informatika, programování       | 2013        | –           | SŠ         | FIT ČVUT                      | cz     | cz, sk       |
| Biozvěst          | biologie                        | 2013        | –           | SŠ         | PřF UK                        | cz     | cz           |
| Děs               | dějepis                         | 2013        | 2015?       | SŠ, (ZŠ)   |                               | cz     | cz           |
| MoRoUS            | umělá inteligence               | 2014        | –           | SŠ         | FEL ČVUT                      | cz     | cz           |
| S.V.A.T.          | věda a technika                 | 2014        | 2016        | SŠ         | FJFI ČVUT                     | cz     | cz, sk       |
| PRASK             | informatika                     | 2015        | –           | ZŠ         | Trojsten o.z.                 | sk     | sk           |
| IBIS              | biologie                        | 2016        | -           | SŠ         | PřF MU                        | cz     | cz, sk       |
| FARMAKOS          | farmacie                        | 2020        | –           | SŠ         | FaF UK                        | cz     | cz           |
| Suši              | šifrování                       | 2020        | -           | SŠ         | Trojsten o.z.                 | sk     | sk           |